# Ibn al-Qalanisi
Hamza ibn Asad abu Ya'la ibn al-Qalanisi (Arabisch: ابن القلانسي) (ca. 1070 - 18 maart 1160) was een Arabische politicus en kroniekschrijver die leefde in het 12e-eeuwse Damascus.
Hij behoorde tot de stam van de Banu Tamim. Zijn familie behoorde tot de goed opgeleide artistocratie van de stad Damascus. Hij studeerde literatuur, theologie en de wetten van de sharia. Hij diende eerst als secretaris en later als hoofd van de kanselarij van Damascus (de Diwan al-Rasa'il). Hij diende twee keer als ra'is van de stad, een ambt dat vergelijkbaar is met dat van  burgemeester.
Zijn kroniek, de Dhail of Mudhayyal Ta'rikh Dimashq (voortzetting van de kroniek van Damascus) was een uitbreiding van de kroniek van Hilal bin al-Muhassin al-Sabi'. Ibn al-Qalanisi's kroniek besloeg de honderd jaar van 1056 tot zijn dood in 1160. Deze kroniek is een van de weinige eigentijdse verslagen van de Eerste Kruistocht en de directe nasleep daarvan vanuit Islamitisch  perspectief. De kroniek is niet alleen een waardevolle bron voor moderne historici, maar was ook een bron voor latere 12e-eeuwse kronieken, waaronder die van Ibn al-Athir. 